# Verge (astrologia)
Per la constel·lació vegeu Verge

Símbol del Zodíac

Verge o Virgo és el sisè signe del zodíac i ocupa el Sol entre el 23 d'agost i el 22 de setembre aproximadament i segons l'any. És classificat com a signe d'element terra i qualitat mutable i es considera regit per Mercuri si bé alguns astròlegs creuen que hi ha algun altre planeta, no descobert encara, que n'hauria de ser el seu autèntic regent. Es consideren els seus colors el groc i el blanc i les pedres amb les que s'identifica són el jaspi rosat, el jacint (varietat de zircó) i el topazi.
L'arquetip de personalitat del signe de Verge abriga conceptes tals com l'observació, la meticulositat, amor per l'ordre i la polidesa, la crítica i l'anàlisi (conceptes que comparteix amb l'altre regent de Mercuri: Bessons) i, sobretot, la recerca de l'eficàcia, entre d'altres. Per la seva qualitat mutable tendeix a oferir un servei als altres i en ser de l'element terra (predomini de tot allò físic i tangible) les professions més adequades per Verge són aquelles relacionades amb tasques administratives o amb la salut.
Verge s'avé molt amb els altres signes de terra (Taure i Capricorn) i amb els signes d'aigua excepte, amb matisos, amb el Peixos per ser-ne el seu oposat alhora que manifesta una forta incompatibilitat amb Bessons i Sagitari. Aquest quadre de compatibilitats i incompatibilitats no reflecteix un perfil individual o lectura individual tal com s'interpreta dins de l'astrologia, sinó que ofereix una orientació general i la referència a la compatibilitat segons el que és dictat per variables com qualitats i elements en el zodíac.